# Claino con Osteno
Claino con Osteno (lombardul: Scin) település Olaszországban, Lombardia régióban, Como megyében. Lakosainak száma 546 fő (2023. január 1.). Claino con Osteno Ponna, Porlezza, Alta Valle Intelvi, Valsolda és Laino községekkel határos.

## Népesség
A település lakossága az elmúlt években az alábbi módon változott:
| Lakosok száma | 556  | 560  | 546  |
|               | 2017 | 2018 | 2023 |